# Římskokatolická farnost Strážiště
Římskokatolická farnost Strážiště (lat. Straschnicium) je církevní správní jednotka sdružující římské katolíky na území vesnice Strážiště a v jejím okolí. Organizačně spadá do litoměřického vikariátu, který je jedním z 10 vikariátů litoměřické diecéze. Centrem farnosti je kostel svatého Václava ve Strážišti.

## Historie farnosti
Nejstarší písemný doklad o lokalitě Mukařov pochází z roku 1352. V roce 1384 zde byla plebánie. Po roce 1621 se plebánie stala filiálkou k Úštěku. Matriky byly vedeny od roku 1653. V roce 1786 byla farnost obnovena.

### Duchovní správcové vedoucí farnost
Začátek působnosti jmenovaného v duchovní správě farnosti od roku:
- Ioannes, † 1402
- 1402 Gallus
- 1786 Jos. Scheiner, n. 21. 12. 1737 Niederliebich, † 26. 7. 1817
- 1817 par. vacat, admin. int. Joann. Heisig
- 9. 12. 1817 Anton. Gerber, n. 28. 12. 1780 Kadaň, o. 8. 9. 1805
- 15. 10. 1824 Ign. Neudek, n. 15. 11. 1788 Chomutov, o. 30. 5. 1811
- 5. 3. 1829 Anton. Tschakert, n. 3. 10. 1783 Neostadiens., o. 31. 8. 1807
- 1851 par. vacat, admin. int. Anton. Langer
- 16. 1. 1851 Wenc. Hoyer, n. 28. 9. 1795 Johnsdorf, o. 24. 8. 1820, † 2. 11. 1883
- 1879 par. vacat, admin. int. Wenc. Schumann
- 24. 7. 1879 Joann. Czarnach, n. 28. 10. 1824 Widhostitz, o. 25. 7. 1849, † 11. 11. 1900
- 11. 7. 1901 Franc. Polák, n. 30. 9. 1867 Ml. Bolesl., o. 29. 6. 1890, † 19. 6. 1929
- 1923 par. vacat admin. interc. Joann. Krowarz
- 1. 2. 1923 Josef Plescher, n. 20.10.1882 Sutom, o. 17. 7. 1910
- 1. 9. 1923 Otto Vogel, n. 7. 11. 1890 Blottendorf, o. 13. 7. 1913
- 1. 7. 1946 Max. Völkl
- 18. 7. 1946 Antonín Tuček
- 15. 10. 1950 Metoděj Petr Habáň OP
- 1.1 0. 1951 Ondřej Korvas CSsR
- 1. 8. 1976 Josef Batta
- 15. 11. 1977 Ondřej Korvas CSsR
- 1. 10. 1987 Jan Bahník
- 1. 11. 1989 Milan Matfiak
- 1. 8. 1991 Jaroslav Stříž, administrátor excurrendo z Křešic[3]

Kromě kněží stojících v čele farnosti, působili ve farnosti v průběhu její historie i jiní kněží. Většinou pracovali jako farní vikáři, kaplani, katecheté, výpomocní duchovní aj.

## Území farnosti
Do farnosti náleží území těchto obcí:
- Strážiště (Straschnitz[p 2])
- Břehoryje (Brehor[p 2])
- Drahobuz (Drahobus[p 2])
- Julčín (Julienau[p 2])
- Lada (Laden[p 2])
- Rochov (Roche[p 2])
- Tetčiněves (Tetschendorf[p 2])
- Vědlice (Wedlitz[p 2])

## Římskokatolické sakrální stavby na území farnosti
| | Fotografie | Stavba                                         | Místo     | Bohoslužby                      | Zeměpisné souřadnice             | Status       | Číslo kulturní památky           |
| Kostel | Kostel     | Kostel                                         | Kostel    | Kostel                          | Kostel                           | Kostel       | Kostel                           |
| --- | ---------- | ---------------------------------------------- | --------- | ------------------------------- | -------------------------------- | ------------ | -------------------------------- |
| 1. |            | Kostel sv. Václava                             | Strážiště | bližší informace o bohoslužbách | 50°32′18″ s. š., 14°20′8″ v. d.  | farní kostel | —                                |
| Kaple |            |                                                |           |                                 |                                  |              |                                  |
| 2. |            | Kaple                                          | Rochov    | neslouží se pravidelně          | 50°32′53″ s. š., 14°20′29″ v. d. | obecní kaple | 42769/5-2364 (Pk•MIS•Sez•Obr•WD) |
| 3. |            | Kaple Panny Marie (Prostřednice všech milostí) | Vědlice   | bližší informace o bohoslužbách | 50°31′35″ s. š., 14°20′33″ v. d. | kaple        | —                                |
| Některé drobné sakrální stavby a pamětihodnosti lze dohledat zde v databázi Drobné sakrální památky Zaniklé sakrální stavby lze dohledat zde v databázi Poškozené a zničené kostely, kaple a synagogy v České republice |            |                                                |           |                                 |                                  |              |                                  |

Ve farnosti se mohou nacházet i další drobné sakrální stavby, místa římskokatolického kultu a pamětihodnosti, které neobsahuje tato tabulka.

## Příslušnost k farnímu obvodu
Z důvodu efektivity duchovní správy byl vytvořen farní obvod (kolatura) farnosti Křešice, jehož součástí je i farnost Strážiště, která je tak spravována excurrendo.